# Wuhan-Airlines-Flug 343
Auf dem Wuhan-Airlines-Flug 343 (Flugnummer IATA: WU343, ICAO: CWU343) ereignete sich am 22. Juni 2000 ein schwerer Flugunfall. Eine Xian Yunshuji Y-7-100C der Wuhan Airlines, mit der ein Inlandslinienflug von Enshi nach Wuhan durchgeführt werden sollte, geriet dabei in Scherwinde und brach nach einem Blitzschlag auseinander. Ein Teil der Maschine stürzte auf ein Haus, ein anderes in einen Fluss. Bei dem Unfall kamen 49 Personen ums Leben, darunter sieben Menschen am Boden.

## Flugzeug
Das Flugzeug war eine im Jahr 1988 gebaute Xian Yunshuji Y-7-100C mit der Werksnummer 06708. Die Xian Y-7 ist eine im Reverse Engineering ohne offizielle sowjetische bzw. ukrainische Lizenz in China nachgebaute Antonow An-24. Die Maschine wurde nach ihrer Fertigstellung an die 1986 gegründete Wuhan Airlines ausgeliefert und seitdem durchgehend von dieser betrieben. Das zweimotorige Regionalverkehrsflugzeug war mit zwei Turboproptriebwerken vom Typ Harbin WJ-5A-1 ausgestattet. Bis zum Unfall hatte die Maschine 13.811 Betriebsstunden absolviert, die auf 11.724 Starts und Landungen entfielen. Die Maschine hatte damit zwei Drittel ihrer vorgesehenen Betriebsdauer erreicht.

## Besatzung und Passagiere
Den Flug von Enshi nach Wuhan, den Wuhan Airlines täglich zweimal durchführte, hatten an diesem Nachmittag 38 Passagiere angetreten. Es befand sich eine vierköpfige Besatzung an Bord, bestehend aus dem zum Prüfkapitän zertifizierten Flugkapitän Chen Baoan im rechten Pilotensitz, dem Ersten Offizier Yan Fangjian im linken Pilotensitz in der Funktion des Pilot Flying, dem Flugingenieur Luo Guiming und einem Flugbegleiter.

## Unfallhergang
Die Maschine startete um 13:37 Uhr in Enshi, stieg auf ihre Reiseflughöhe von 4500 Metern und sollte planmäßig um 14:40 Uhr in Wuhan landen. Um 14:10 Uhr wurde Yichang und um 14:30 Uhr Tianmen überflogen. Als sich die Maschine dem Zielflughafen näherte, herrschten um die Stadt schwierige Wetterverhältnisse. Die Xian flog in eine Gewitterfront mit Starkregen und Scherwinden ein. Die Flugsicherung wies die Besatzung an, die Maschine steigen zu lassen und auf weitere Anweisungen zu warten. Die Piloten flogen 30 Minuten lang über Wuhan Warteschleifen und warteten darauf, dass das Gewitter vorbeizieht. Innerhalb eines Zeitraums von 10 Minuten zählte der meteorologische Dienst in Wuhan 451 Donnerschläge.
Der Erste Offizier schlug vor, einen anderen Flughafen anzufliegen, doch der Flugkapitän entschied sich, den Anflug auf Wuhan fortzusetzen. Wenig später teilte die Besatzung mit, zum Flughafen Wuhan-Tianhe auszuweichen, was von der dortigen Flugsicherung bestätigt wurde. Kurz darauf, um 14:54 Uhr, brach der Funkkontakt zur Maschine ab. Kurz darauf wurde die Xian von einem Scherwind erfasst und zu Boden gedrückt, anschließend schlug noch ein Blitz in die Maschine ein. Das Flugzeug explodierte und wurde in der Luft auseinandergerissen. Die Maschine stürzte beim Dorf Sitai im Bezirk Yongfeng des Distrikts Hanyang ab. Das Heck schlug auf einem Pumpenschiff auf, das am Südufer des Han-Flusses, bei einer Ziegelfabrik, vertäut war. Der Bug fiel auf ein Bauernhaus. Neben den 42 Insassen der Maschine wurden sieben Männer, die Angestellte der benachbarten Ziegelfabrik waren und zum Unfallzeitpunkt Wasserpumpengeneratoren auf dem Schiff installierten, bei dem Unfall getötet.

## Opfer
Der Unfall forderte 49 Todesopfer, darunter alle 42 Insassen der Maschine sowie die sieben Arbeiter auf dem Schiff. Auf dem Schiff hatten sich zunächst acht Personen befunden. Die achte Person, ein Fischer, war vor dem Unfall gegen 14 Uhr wegen einer ärztlichen Untersuchung von Bord gegangen und fand das zerstörte Schiff sowie im Fluss treibende Trümmer und Gepäckstücke nach seiner Rückkehr gegen 15:30 Uhr vor. Unter den getöteten Passagieren befanden sich auch drei Mittelschülerinnen (darunter ein Zwillingspaar) im Alter von 15 Jahren sowie deren beide Mütter, außerdem ein 17-jähriger Mittelschüler, der in Wuhan seine Prüfungen ablegen sollte.

## Ursachen
Die Ermittlungen ergaben, dass sich zwei stark aufgeladene Gewitterwolken über Wuhan befunden hatten. Das abgestürzte Flugzeug hatte vor dem Vorfall keine technischen Defekte und war an diesem Tag nicht überladen.
Das Meteorologische Büro der Provinz Hubei gab bekannt, dass in der Region zum Zeitpunkt des Absturzes starke Gewitter geherrscht hatten. Laut der Radar- und Flugschreiberanalyse trat das Flugzeug während des Anflugs in eine starke Gewitterzone ein, wurde von einem Mikroburst erfasst und stürzte ab. Ferner wurde festgestellt, dass die Piloten gegen die Betriebsvorschriften der Zivilluftfahrtbehörde Chinas verstoßen hatten, indem sie versuchten, einen Sichtflug durchzuführen, obwohl die dafür erforderlichen Sichtbedingungen nicht gegeben waren und der Sichtflug ohne Freigabe durch die Flugsicherung in Hankou eingeleitet wurde. Aufgrund des Starkregens habe die Sichtweite nur zwei bis drei Meter betragen.

## Folgen
Nach dem Unfall wurden alle Maschinen des Typs Xian X-7 in der Volksrepublik China gegroundet. Die verbliebenen sechs Maschinen dieses Typs, die bei Wuhan Airlines in Betrieb waren, wurden umfassenden Sicherheitsinspektionen unterzogen. Die Fluggesellschaft flog die Routen bereits am Tag nach dem Unfall durch Flugzeuge des Typs Boeing 737-3Q8 weiter und setzte auf den Strecken Cockpitbesatzungen ein, die jeweils aus zwei Flugkapitänen bestanden, um das Sicherheitsniveau zu erhöhen. Nachdem einen Monat nach dem Zwischenfall feststand, dass die schwierigen Wetterverhältnisse zu dem Unfall geführt hatten, wurden die Maschinen wieder für den Betrieb zugelassen. Am 16. Juli fand ein einzelner Flug auf der Route Wuhan-Enshi statt, ab dem 17. Juli wurden die Maschinen wieder durchgehend eingesetzt. Nach dem Unfall wurden die Flüge von Wuhan Airlines von Enshi zum neuen Flughafen Wuhan-Tianhe verlegt.